# Horace Walker

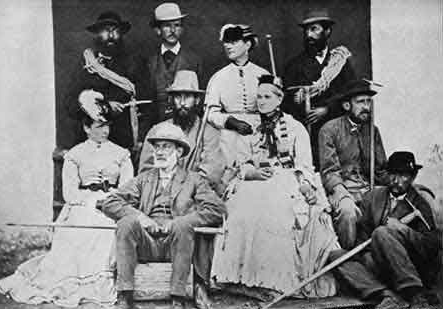
Horace Walker (sentado, tercero por la izquierda), Lucy Walker (en pie,m tercera por la izquierda), A. W. Moore (sentado segundo por la derecha) y Melchior Anderegg (en pie, en el extremo de la derecha)

Horace Walker (1838 – 1908) fue un montañero inglés quien realizó muchas primeras ascensiones destacadas, incluyendo el monte Elbrus y las Grandes Jorasses.

## Alpinismo
Nacido en 1838, Walker era el hijo del comerciante de plomo y montañero de Liverpool Francis Walker (1808–1872) y hermano de Lucy Walker (1836–1916), la primera mujer que subió el Cervino.
Walker presidió el Alpine Club en 1891-1893.

## Conmemoración
El glaciar Horace Walker y la cabaña Horace Walker en los Alpes meridionales de Nueva Zelanda se llaman así en su honor.
En conmemoración de su primer ascenso de las Grandes Jorasses el 30 de junio de 1868, Walker dio su nombre a la Punta Walker (4.208 m), la cima más alta de la montaña; esta prestó su nombre al Espolón Walker, el contrafuerte más conocido en la cara norte y una de las grandes caras norte de los Alpes.

## Primeros ascensos
- Barre des Écrins con A. W. Moore y Edward Whymper, y los guías Michel Croz, Christian Almer el Viejo y Christian Almer el Joven el 25 de junio de 1864.
- Balmhorn (Alpes berneses) con Frank Walker y Lucy Walker, y los guías Jakob Anderegg y Melchior Anderegg el 21 de julio de 1864.
- Piz Roseg (Macizo de la Bernina) con A. W. Moore, y el guía Jakob Anderegg el 28 de junio de 1865.

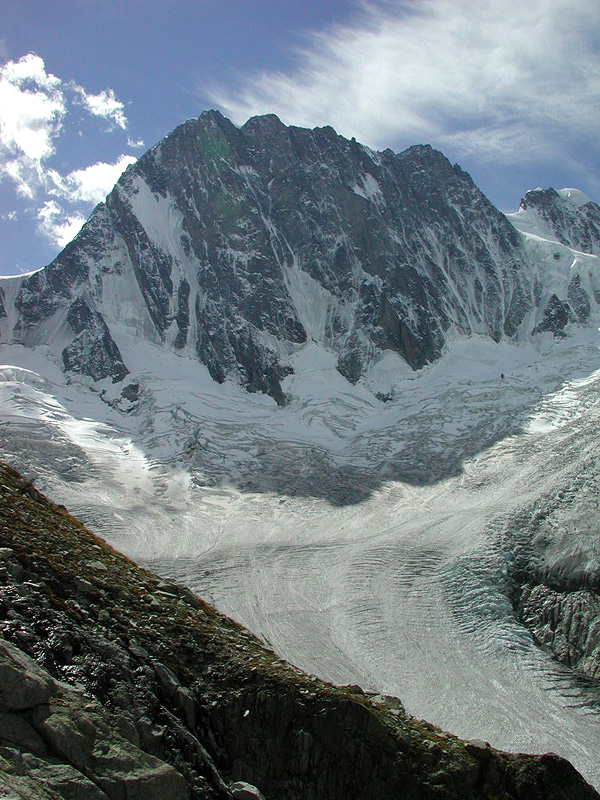
Las Grandes Jorasses. La Punta Walker es la cima más alta, en la cumbre del Espolón Walker (el primer gran contrafuerte por la izquierda)

- Ober Gabelhorn (Alpes Peninos) con A. W. Moore y Jakob Anderegg el 6 de julio de 1865.
- Pigne d'Arolla (Alpes Peninos) con A. W. Moore y Jakob Anderegg el 9 de julio de 1865.
- Espolón Brenva en el Mont Blanc con George Spencer Mathews, A. W. Moore, Francis Walker y los guías Jakob Anderegg y Melchior Anderegg el 15 de julio de 1865.
- Grandes Jorasses (Macizo del Mont Blanc) con los guías Melchior Anderegg, Johann Jaun y Julien Grange el 30 de junio de 1868.
- Monte Elbrus (Cáucaso) con F. Crauford Grove, Frederick Gardner, Peter Knubel y el guía Ahiya Sottaiev en 1874.